# Bernardo Hay
Bernardo Hay (Firenze, agosto 1864 – Capri, 1931) è stato un pittore inglese.

## Biografia

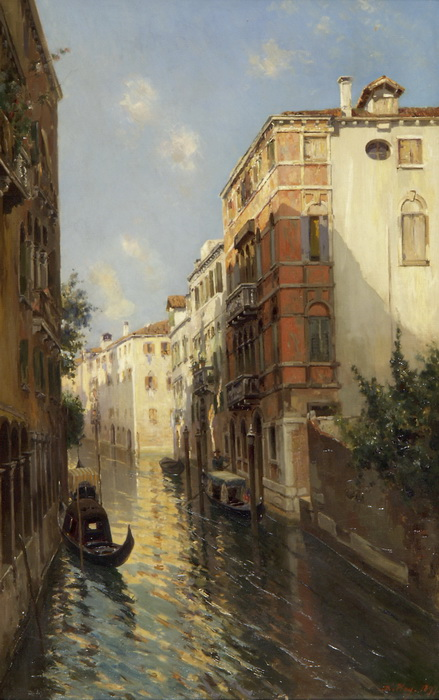
Bernardo Hay, Canale a Venezia, 1897

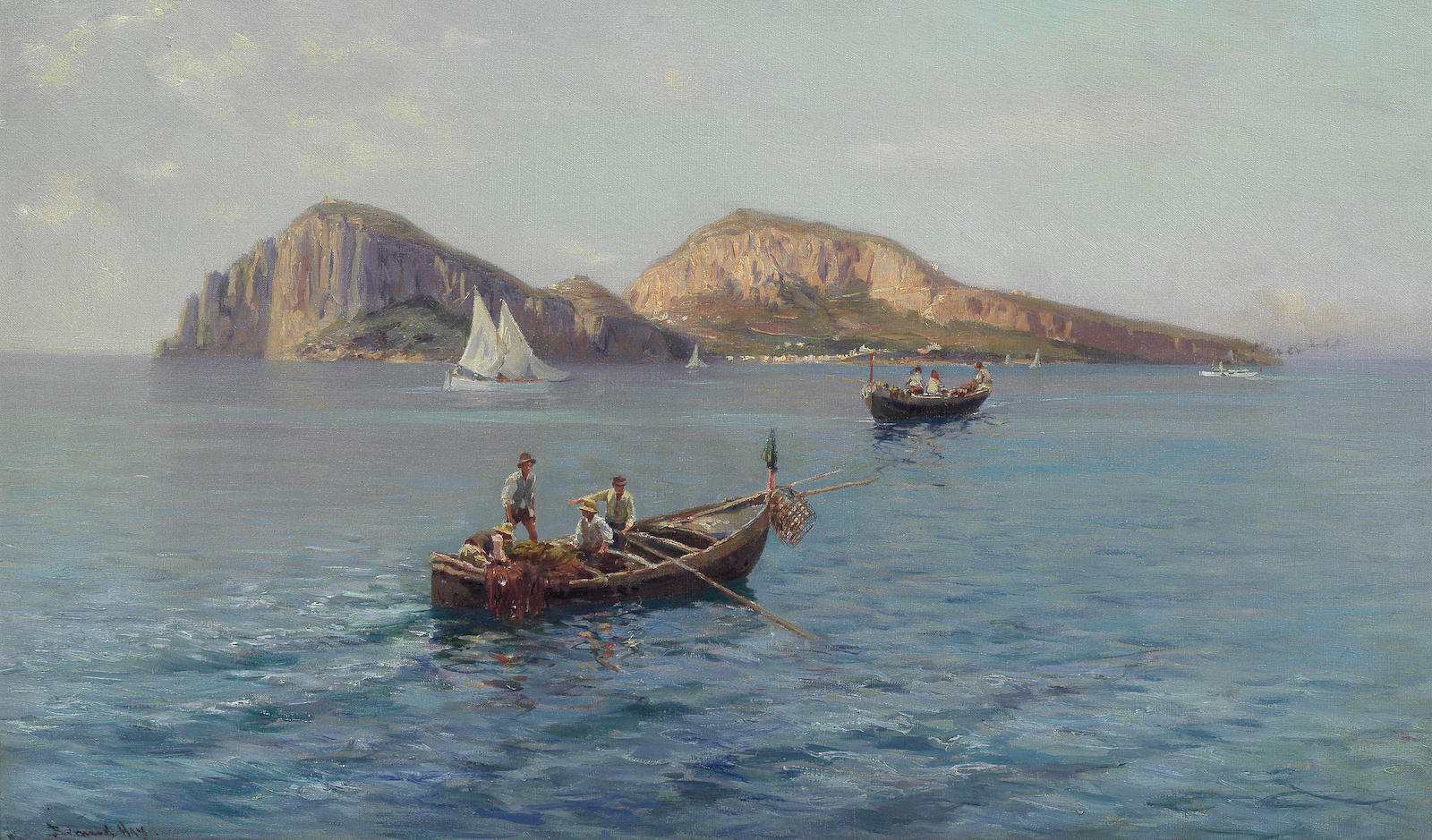
Bernardo Hay, Pescatori sulla costa di Capri

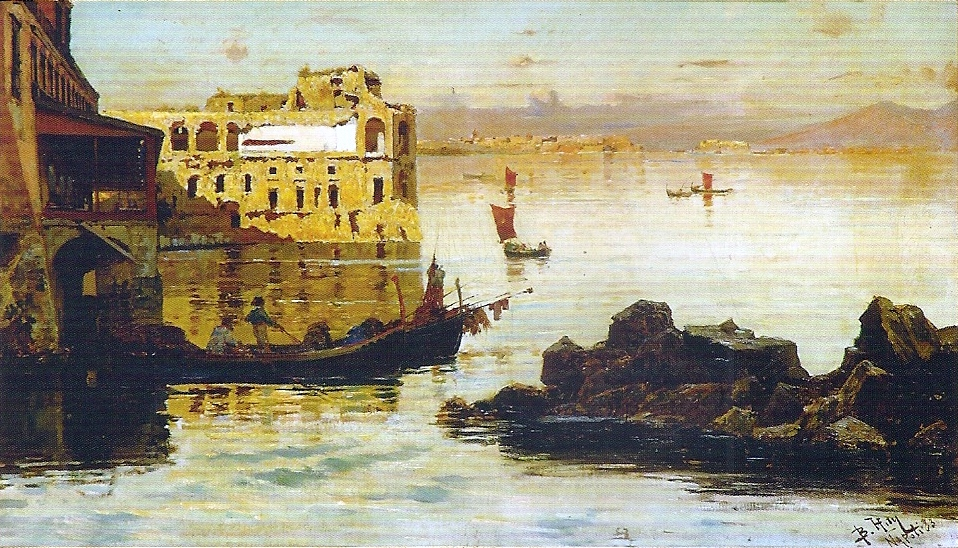
Bernardo Hay, Pescatori a Napoli, conservato presso il Museo Mariano Procópio (a Juiz de Fora, in Brasile)

Nato da una relazione tra l'artista britannica Jane Benham Hay e il pittore pugliese Francesco Saverio Altamura, gli fu imposto il cognome dell'artista inglese William Hay - che alla sua nascita risultava marito di sua madre - e di conseguenza Bernardo Hay ebbe la cittadinanza inglese.
I genitori si conobbero a Firenze, dove Jane Benhan si trovava da un paio di anni per ragioni di studio e di formazione e Saverio Altamura seguiva le orme dei pittori Macchiaioli, attratto dalle potenzialità della pittura all'aria aperta. Essi fornirono al figlio i primi insegnamenti d'arte.
Bernardo Hay con i genitori andò a vivere a Napoli, quando era ancora un bambino, e nel 1875 presentò i suoi primi studi dal vero alla Promotrice "Salvator Rosa". Suo padre naturale lo prese come suo aiuto: nella chiesa di San Nicola da Tolentino le pareti del presbiterio furono infatti affrescate da Saverio Altamura e da Bernardo Hay, con soggetti inerenti alla Madonna di Lourdes e alle sue apparizioni.
Bernardo Hay si dedicò in particolare al paesaggio, aderendo allo stile del vedutismo partenopeo dell'epoca e dipingendo tele con una tavolozza ricca, luminosa e variata. Prediligeva le vedute in pieno giorno. Fino al 1890 fu presente alle esposizioni della Promotrice "Salvator Rosa" e presentò opere a mostre a Genova nel 1881 (Calma a Posillipo), a Torino nel 1884 (Marina di Resìna, Fior di primavera e Carmenella) e a Milano nel 1887 (Trattoria a Posillipo e Uno zingaro).
Dopo un lungo soggiorno a Venezia, dove dipinse vedute di canali e della laguna, dal 1891 si trasferì a Capri: prosperava lì una colonia di artisti, italiani e stranieri, che avevano scelto di vivere sull'isola e di rappresentarla nella pittura. A Capri Bernardo Hay ha dipinto i luoghi più frequentati e popolari, come Marina Grande.